# Beach golf
 (octobre 2013).

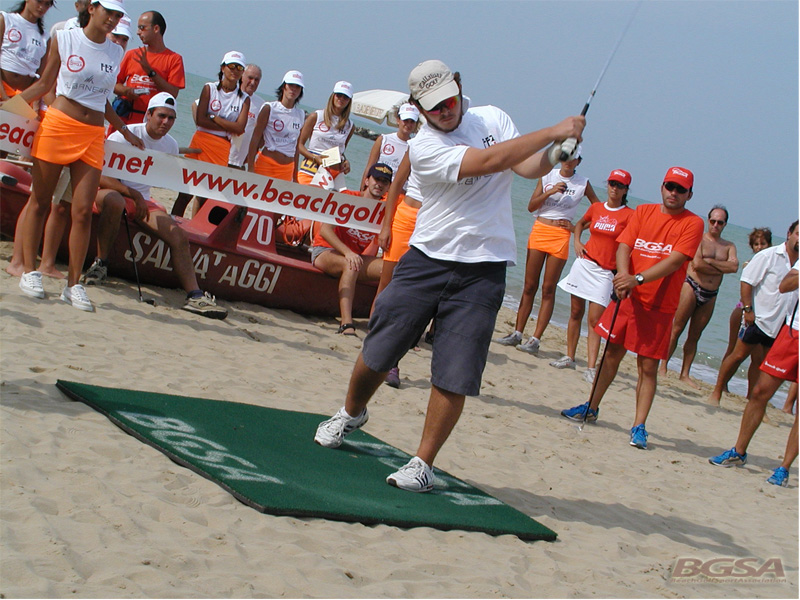
Beach Golf 2002

Le Beach Golf est littéralement le golf sur sable. Ce jeu est né d’une étude de marketing, avec le but d’extirper la préconception qui voit le golf comme élitiste et circonscrit : il démolit les strictes règles du golf.
Ce jeu se déroule sur un trajet de 2 km, sur lequel les joueurs, 2 par équipe, doivent rejoindre le dernier trou, avec le plus petit nombre possible des coups, en frappant une petite balle de polyuréthane expansé avec un club classique. 
Le Beach golf, pour sa double nature de sport et  d’instrument de marketing, est aussi utilisé pour la promotion touristique et des produits en général.

## Histoire
Le Beach golf nait en Italie, en 1999, à Pescara par l’entrepreneur  Mauro De Marco, aujourd'hui le Président. 
Son intention est d’extirper les éléments qui rendent le golf élitaire et le rendre à la portée de tout le monde. Mauro De Marco choisit comme lieu pour son jeu, les plages d’été  bondées des gens et il les transforme en un vrai parcours de jeu parmi les pare-soleils, les chaises-longues et les nageurs qui deviennent donc les obstacles naturels de la compétition.  

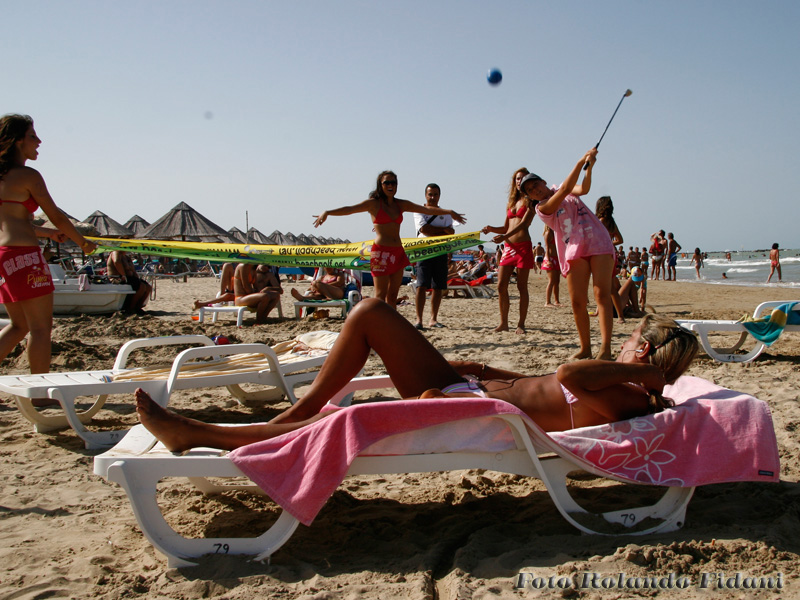
Les obstacles naturelles du Beach Golf '07

Le déroulement sans barrières physiques de ce jeu, permet au public présent de dialoguer avec le Beach Golf, et créer donc un seul champ de jeu dans lequel les spectateurs sont interactifs et participants.

## Les règles

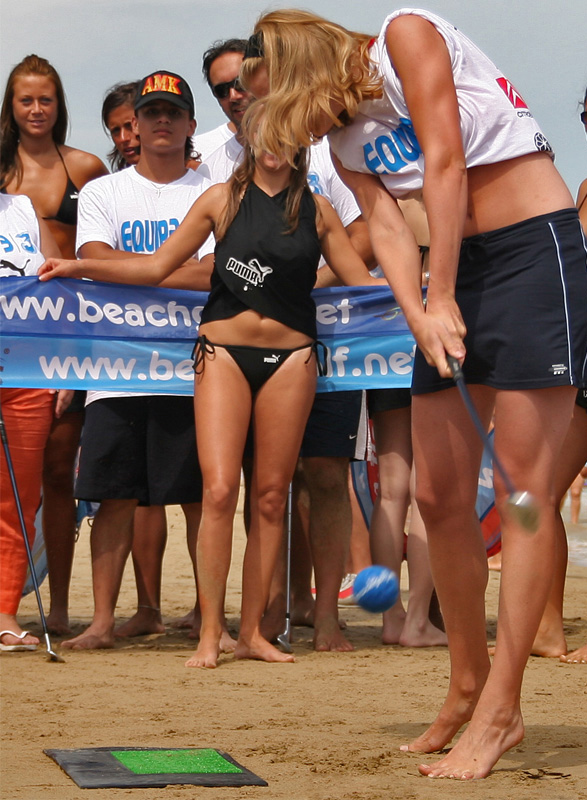
Swing dans la plage pendant Beach Golf '06

Avec le Beach golf, toutes les règles inflexibles et le comportement du golf traditionnel sont abolis grâce à situations plus amusantes et libres d'obligations. 
Le jeu se développe sur 2 kilomètres de plage où les équipes, composées de deux joueurs chacune (dont un joueur professionnel et un joueur débutant), se défient pour arriver au dernier trou avec le plus petit nombre possible des coups ; le trajet n'est pas délimité. 

La petite balle utilisée est en polyuréthane expansé afin de ne pas créer des lésions aux passants.
Sur tout le trajet, il y a de la musique et de nombreuses occasions d'amusement qui entrainent le public présent, qui pour la première fois dans un sport, entre activement dans le jeu.
L’espace d'action du "beach-golfiste" est délimité par une bande de protection de 5 mètres levée par 3 filles splendides : les Caddy Girls. Elles accompagnent le déroulement du jeu  et elles sont animateurs fascinants et, dans le même temps, juges de la compétition.

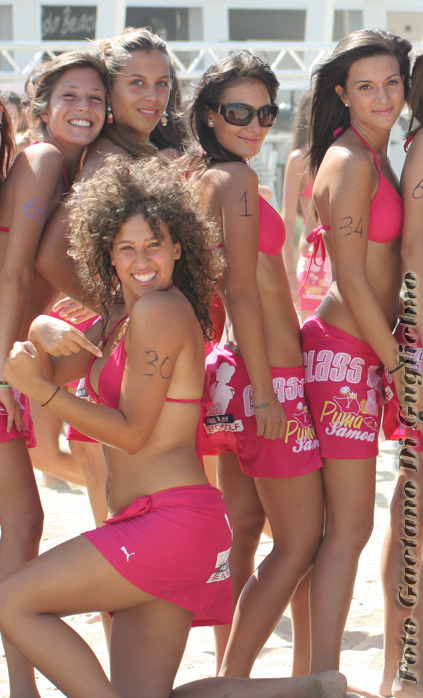
Le Caddy Girls du Beach Golf

### La Réglementation
La réglementation a été expressément créée pour l’événement du Beach Golf. 
Les règles de jeu ne laissent rien au hasard : elles envisagent chaque type de situation.

#### L'Équipe
L'Équipe est composée de deux joueurs, un jouer détient un handicap bas, et l'autre un plus grand handicap. La somme des handicaps divisée en deux représente le handicap de l'équipe et il signalera combien d'améliorations de la balle ils peuvent avoir. 
Le jeu consiste à ce que les partenaires jouent à tour de rôle. Il n'est pas admis qu’un joueur remplace l'autre, dans ce cas ils perdent coups et distance.

#### La Scorecard
La Scorecard est la carte sur laquelle il y a les données de l'équipe et l'histoire du jeu. 
Celle-ci est composée de neuf zones :
1. Équipe : nom du sponsor, qui donne le nom à l’équipe même ;
2. I joueur : nom, prénom, handicap ;
3. II joueur : nom, prénom, handicap ;
4. Handicap de l’équipe : la moyenne arithmétique de l'addition des handicaps des joueurs ;
5. Score: chaque coup exécuté sera marqué ;
6. Chute : chaque chute faite sera écrite ;
7. Pénalité : chaque pénalité infligée sera marquée ;
8. Handicap : chaque amélioration de la balle sera apportée ;
9. Marqueur : le prénom de la Caddy Girls, responsable de la scorecard pendant la compétition.

#### Le Jeu
Le jeu se développe sur 2 kilomètres de plage où les équipes se défient pour arriver au dernier trou avec le plus petit nombre possible des coups.

#### Le Champ de Jeu
Le champ de jeu se développe sur la plage. 
Quand le Beach golf est organisé à Pescara, le départ est à Place Paolucci et l’arrivée est au Stadio del Mare, le Bateau de Cascella. Il a une longueur de 1 600 mètres pour une largeur qui correspond à la plage entière.

#### La Zone de Départ
La zone de départ est la zone dans laquelle on effectuera la première ébauche. 
Il consiste dans une moquette en plastique de, à peu près, 1,50 × 1,50 m² . La balle sera mise sur le spécial tee. Les joueurs effectueront un tee shot.
L'honneur est donné au joueur avec le handicap inférieur. 
Le coup au vide ou la balle qui a juste roulé en avant, sont considérés ici, comme le long du passage, un coup. Si la balle tombe du tee sans être touchée, elle peut être remise en place.
Chaque équipe partira trois minutes après la précédente. 
Le délai permis est de dix minutes après lesquels il y aura le départ de l'équipe suivante. L'équipe qui sera arrivée en retard partira la dernière avec une pénalité de cinq accès. 

### Le Matériel

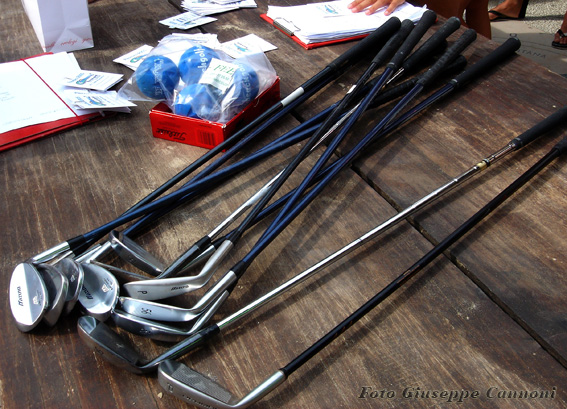
Club utilisé dans le Beach Golf

Le matériel utilisé dans le Beach golf : un club de golf classique, une balle et une bande de protection.

#### Le Club
Le club utilisé dans le Beach golf est le club de golf classique, plus précisément sand or wedge.

#### La Balle

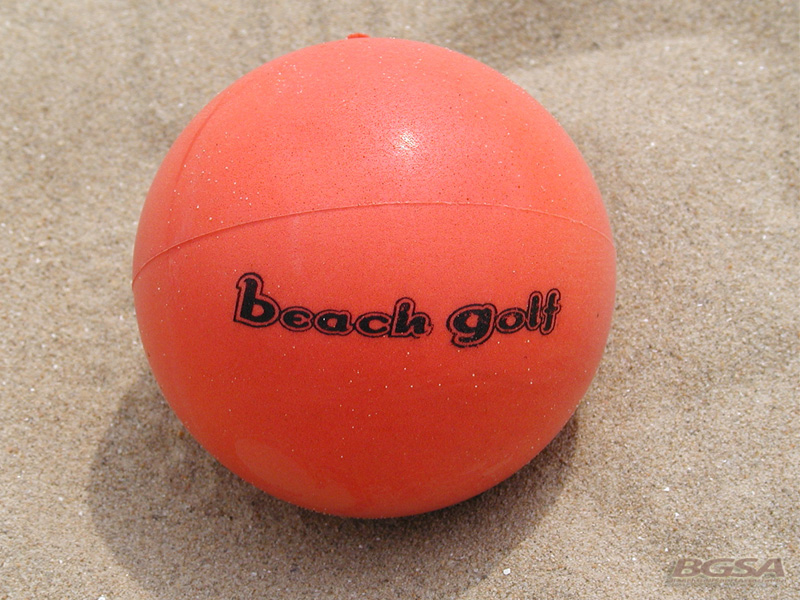
Balle utilisée en Beach Golf

La balle typique employé dans le Beach golf est fait de polyuréthane expansé d'un diamètre de 7 cm et d'un poids de 35 g. Par sa composition on peut jouer n'importe où (particularité propre du Beach golf).

#### La Bande de Protection

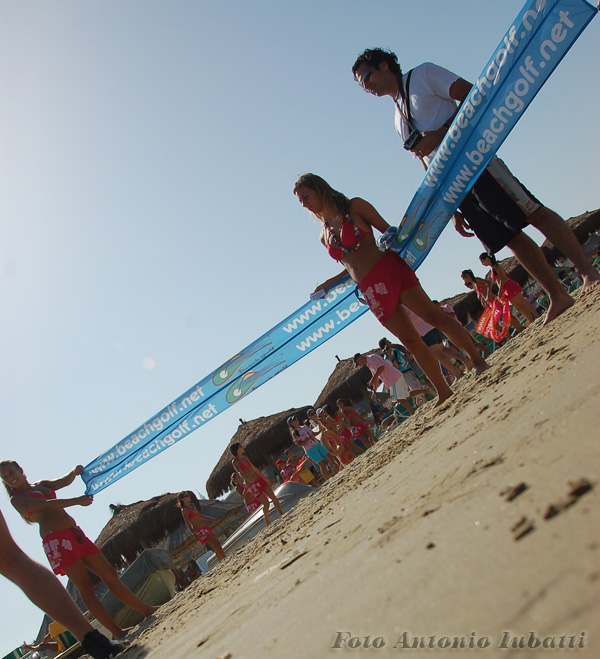
la bande de protection

Les Caddy Girls gardent la bande de protection, leur fonction est notamment de garantir la sécurité des nageurs.

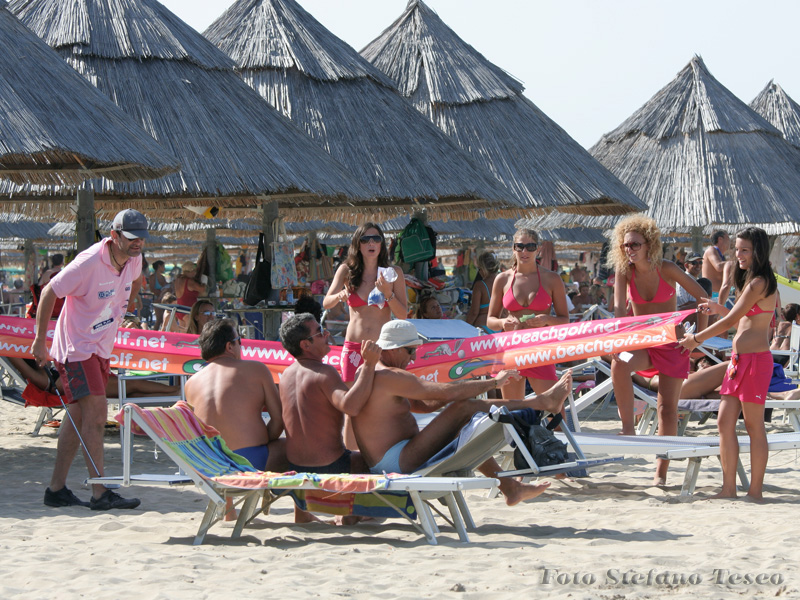
Caddy Girls